# Lady Coryell
| Recensione | Giudizio |
| ---------- | -------- |
| AllMusic   |          |

Lady Coryell è il primo album discografico del chitarrista jazz statunitense Larry Coryell, pubblicato dalla casa discografica Vanguard Apostolic Records nel giugno del 1969.

## Tracce

### LP
Lato A
1. Herman Wright – 3:21 (Larry Coryell)
2. Sunday Telephone – 2:28 (Larry Coryell)
3. Two Minute Classical – 2:08 (Larry Coryell)
4. Love Child Is Coming Home – 2:30 (Larry Coryell)
5. Lady Coryell – 6:31 (Larry Coryell)
6. The Dream Thing – 2:25 (Larry Coryell)

Lato B
1. Treats Style – 5:42 (Jim Garrison)
2. You Don't Know What Love Is – 2:35 (Don Raye, Gene De Paul)
3. Stiff Neck – 7:12 (Larry Coryell)
4. Cleo's Mood – 4:24 (Junior Walker)

## Musicisti
- Larry Coryell - chitarre, basso, voce
- Bobby Moses - batteria
- Elvin Jones - batteria (brani: Treats Style e Stiff Neck)
- Jimmy Garrison - contrabbasso (brano: Treats Style)

Note aggiuntive
- Larry Coryell e Daniel Weiss - produttori
- Registrazioni effettuate al Apostolic Recording Studio di New York City, New York, nel 1968
- Randy Rand - ingegnere delle registrazioni
- Peter Atchley - assistente ingegnere delle registrazioni
- Thomas Matthiesen - copertina album originale[3]

## Classifica
Album
| Anno | Classifica    | Posizione raggiunta |
| ---- | ------------- | ------------------- |
| 1969 | Billboard 200 | 196                 |